# Codex Einsidlensis 347
Der Codex Einsidlensis 347 gehört mit seiner Entstehungszeit im 8. oder  9. Jahrhundert zu den ältesten im Kloster Einsiedeln aufbewahrten Handschriften und enthält Auszüge in lateinischer Sprache aus der Kirchengeschichte des Eusebius von Caesarea. Er wurde in Rätien, in einem nicht näher bekannten Kloster, von mehreren Schreibern verfasst und weist noch Einflüsse der iroschottischen Mission des Frühmittelalters auf. Das Manuskript bezeugt die vermehrte Beschäftigung mit antiken Texten unter der Herrschaft Karls des Grossen auch im Alpenraum.

## Beschreibung des Codex
Das Manuskript im Format von 190 × 150 mm besteht aus 460 Seiten; das Pergament ist von unterschiedlicher Qualität. Recht dicke und sehr dünne Blätter sind gemischt. Die Seiten sind einheitlich mit einem Griffel liniert und einspaltig beschrieben worden. Das Werk besteht aus von verschiedenen Kopisten verfassten Teilen, alle gebrauchten indes durchgehend schwarze Tinte und schrieben in einer rätischen Minuskelschrift, wobei zahlreiche Abkürzungen Verwendung fanden. Auch sämtliche Überschriften sind in schwarz gehalten und zudem in Unzialform geschrieben. Die Anfangsbuchstaben der einzelnen Kapitel wurden jeweils mit einem kunstvollen Geflecht aus Linien im Stil der insularen Buchmalerei Irlands verziert; manchmal sind Fische oder Vögel in die Initialen eingearbeitet. An einigen Stellen sind die Zeilen stark verblasst und nur noch schwer lesbar. Zusätze aus späterer Zeit sind nur wenige vorhanden; ein paar Notizen und Randbemerkungen weisen die Schrift Heinrichs von Ligerz, des Einsiedler Bibliothekars des 14. Jahrhunderts, auf und haben damit dasselbe Alter wie der Einband, dessen beiden Holzdeckel mit gräulichem Leder überzogen sind.

## Inhalt

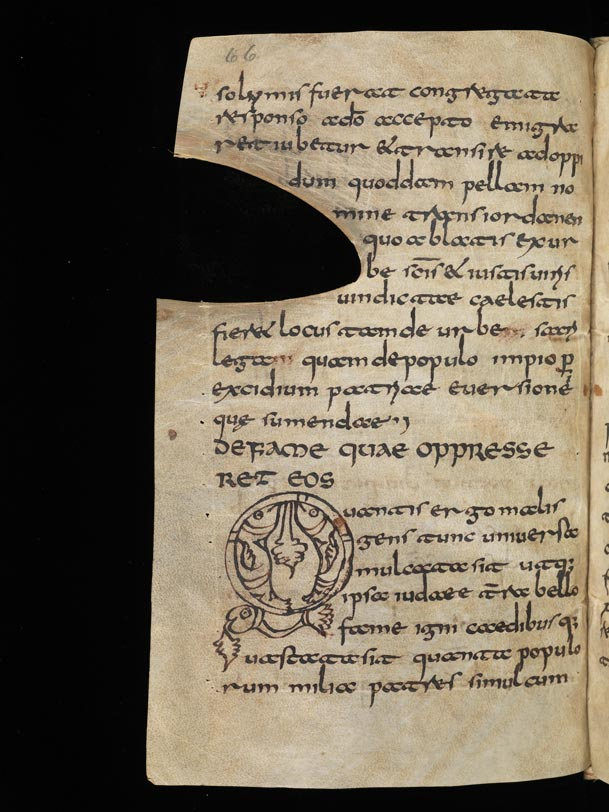
Majuskel-O, verziert mit Fischen auf schadhaftem Pergament, S. 66

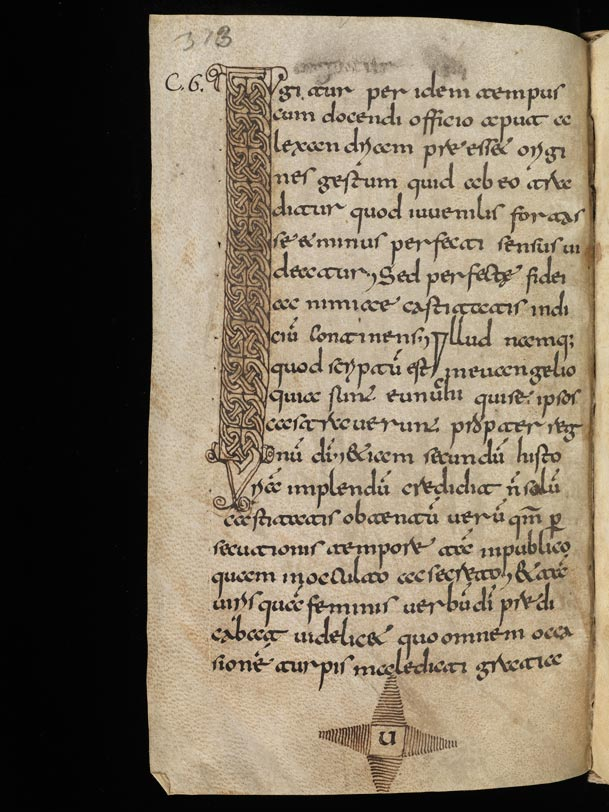
Majuskel-I mit Verzierungen in irischem Stil, S. 313

Zu Beginn des Codex steht ein einleitendes Vorwort von Rufinus von Aquileia, welcher an der Wende vom 4. zum 5. Jahrhundert Eusebius’ Kirchengeschichte vom griechischen Original ins Lateinische übertragen hat. Auf über 400 Seiten folgen darauf ausgewählte Kapitel aus Eusebius’ Geschichtswerk; die jeweiligen Kapitelnummern wurden im 19. Jahrhundert von Gall Morel am Rand hinzugefügt. Obwohl das Manuskript die Kirchengeschichte nicht vollständig wiedergibt, stellt es aufgrund seines hohen Alters dennoch einen wichtigen Textzeugen für diese dar. Die letzten dreissig Seiten beinhalten einige kurze Texte mit ebenfalls kirchengeschichtlichem Inhalt. Autor und Herkunft dieser Texte sind unbekannt; sie sind nach heutigem Forschungsstand auch nirgendwo sonst überliefert.

## Geschichte des Codex
Über die Entstehung des Manuskriptes und dessen Weg nach Einsiedeln sind keine Informationen vorhanden. Weder Ort noch Zeitpunkt der Niederschrift lassen sich genauer lokalisieren; in der Handschrift findet sich kein entsprechender Hinweis, so dass lediglich paläographisch eine ungefähre räumliche und zeitliche Eingrenzung möglich ist. Erst aus dem 14. Jahrhundert datiert ein Besitzeintrag von Einsiedeln; wahrscheinlich gehörte der Codex seit diesem Zeitpunkt zur Bibliothek des Klosters.